# Pancho Villa
 José Doroteo Arango Arambula (San Juan del Río, 5. lipnja 1877. – Parral, 20. srpnja 1923.), poznatiji kao Pancho Villa je meksički seljački vođa i revolucionar. Meksikanci ga smatraju nacionalnim junakom.
Datum njegovog rođenja još je uvijek sporan. Malo obrazovanja dobio je u seoskoj školi koju je vodila Katolička Crkva. Postao je odmetnik u 16. godini, ubivši sina zemljoposjednika koji mu je silovao mlađu sestru. Ukrao je konja i pobjegao u planine Meksika na sjeveru zemlje. Pridružio se bandi koju je vodio Francisco Villa, a poslije njegove smrti, preuzeo je njegov identitet.
Godine 1911. potukao je vojsku Porfirija Diaza, u korist Francisca Madera. General Victoriano Huerta osudio ga je na smrt. Dva puta je zauzimao glavni grad Meksika. Iako su kolale glasine da će on postati novi predsjednik Meksika, to se nije dogodilo. Kada je vlada SAD-a, priznala legitimnost režima na čelu kojeg je bio diktator Venustiano Carranza, skupio je 1500 ljudi i 9. ožujka 1916. napao Columbus u Novom Meksiku. Ubijeno je 18 osoba, ukradeno oko 100 konja i mula, te opljačkane zalihe hrane, oružja i streljiva.
Po završetku revolucije 1920., dobio je čin generala, mirovinu, i predao je zapovjedništvo nad svojim snagama koje su ratovale na sjeveru Meksika. Vratio se u državu Chihuahuu, i nastavio raskalašeni život. Ubijen je 20. srpnja 1923. u 46. godini života. 